# Železniční trať Hetzdorf–Eppendorf–Großwaltersdorf
Železniční trať Hetzdorf–Eppendorf–Großwaltersdorf byla čtrnáct kilometrů dlouhá saská úzkorozchodná dráha. Vedla z nově vybudované stanice Hetzdorf na normálněrozchodné trati Reitzenhain–Flöha údolím potoka Große Lößnitz přes Eppendorf do Großwaltersdorfu.
Provoz na úseku do Eppendorfu byl zahájen v roce 1893, v roce 1916 byla trať prodloužena až do Großwaltersdorfu. V roce 1951 byl provoz z Eppendorfu do Großwaltersdorfu zastaven a trať snesena. V roce 1967 byl ukončen provoz i na zbývajícím úseku.